# Тхакор, Балвантрай
Балвантрай Кальяндай Тхакор (гудж. બળવંતરાય ઠાકોર; 23 октября 1869, Порбандар, Британская Индия — 2 января 1952 или 1952, Бомбей) — индийский поэт и писатель, сочинял стихи языке гуджарати.

## Биография
Происходил из семьи юристов. родился в 1869 году в г. Порбандар (Гуджарат), позже вместе с семьей перебрался в город Бхаруч. Сначала учился дома. Затем поступил в среднюю школу в Раджкоте, которую окончил в 1883 году. Того же года поступил в Деканского колледжа в Пуне, который окончил с отличием в 1889 году. В 1891 году перебрался в Бомбей, где начинает писать пола до газеты «Время Индии».
После этого в 1892 году вернулся к деканскому колледжу как преподаватель, но уже в 1895 году получает должность преподавателя истории, экономики, политологии, логики и этики в Синдском государственном колледже в Карачи. В 1896 году как временный профессор логики и философии, преподавал в Колледже в Бароде (Гуджарат). Того же года переходит к Аджмерского государственного колледжа. В 1899 году получает должность временного профессора в Деканском колледже. В 1902 году как профессор и заместитель директора возвращается к Аджмерскому колледжу. В 1914 году получает должность постоянного профессора в Деканскому колледже. С этой должности ушел в 1924 году, однако оставался в колледже до 1927 года. В 1928—1952 годах (с небольшим перерывом в 1937 году) был преподавателем в Вилсоновом колледже в Бомбее. Здесь он и умер в 1952 году.

## Творчество
Балвантрай Тхакор утвердил жанр "сонета" в этой же литературе, из которых самым известным является «День любви» (1913 год). Он выступил на защиту строгой и точной по языку и содержанию поэзии и внедрил в практику так называемую ненапеваемую поэзию (агея падья). Лучшие сборники его стихов — «Эхо» (1911 год), «Бханакара» (1918 год — I часть, 1928 год — II часть), куда вошли сонеты, образцы любовной и пейзажной лирики. В 1953 году посмертно издан сборник сонетов Тхакора, куда вошло 164 произведения.
Является автором ряда произведений из "критики": «Поэзия образования» (1924 год), «Лирика» (1928 год), «Инновации и лекции о поэзии» (1943 год). В 1924 году выпустил сборники рассказов «Дарсаниюм».
Тхакор интересовался также "историческими" аспектами. Он является автором научных исследований «История режиссуры» и «Женщины в эпоху возрождения» (1928 год).
Тхакор также пытался работать в "драматургии". Написал пьесы «Движение молодежи» в 1923 году и «Брак, безбрачие или совпадение матери» (1928 год).